# Primula mianyangensis
Primula mianyangensis är en viveväxtart som beskrevs av G.Hao och C.M.Hu. Primula mianyangensis ingår i släktet vivor, och familjen viveväxter. Inga underarter finns listade i Catalogue of Life.